# Campidoglio (Indianapolis)
Il Campidoglio di Indianapolis (in lingua inglese Indiana State House) è la sede governativa dello Stato dell'Indiana, negli Stati Uniti d'America. Ospita l'Assemblea Generale, l'ufficio del governatore, la Corte Suprema ed altri funzionari statali.
Fu completato nel 1878 dagli architetti Edwin May e Adolf Scherer.

## Precedenti sedi
La prima sede, situata a Corydon, è ancora esistente ed è classificata come sito storico dello stato. Il secondo edificio era la vecchia sede del tribunale della contea di Marion,  demolita e sostituita nel XX° secolo. Il terzo edificio era una struttura realizzata nello stile del Partenone, ma a causa di difetti strutturali fu raso al suolo nel 1877 e al suo posto fu ricostruito l'attuale edificio.

## Costruzione
Con il rapido aumento della popolazione dell'Indiana durante la metà del XIX secolo, l'apparato governativo dello stato aumentò in termini di dimensioni, causando l'ingolfamento della precedente sede. Nel 1865 venne costruito un edificio per ospitare alcuni uffici di stato del governo fiorente, mentre la Corte Suprema e diversi uffici furono trasferiti nel nuovo edificio.
Quando la sede dello Stato venne rasa al suolo nel 1877, lo stato divenne senza un vero palazzo governativo, tanto che l'amministrazione del governatore James D. Williams propose la costruzione dell'attuale edificio. Il progetto fu approvato dall'Assemblea Generale dell'Indiana durante la sessione legislativa del 1878. Dopo la demolizione del terzo Campidoglio, il nuovo edificio fu costruito sullo stesso sito. Due milioni di dollari furono stanziati per la costruzione del nuovo edificio, che venne completato nel 1888. Il governatore Williams, che era famoso per la sua frugalità, fu in grado di completare il progetto per 1.800.000 dollari e restituì l'economia di spesa di 200.000 dollari alle casse statali.
Un team di commissari, tra cui l'ex generale della guerra civile ed ingegnere civile Thomas A. Morris, progettò e supervisionò il progetto. La struttura fu progettata da Edwin May, un architetto di Indianapolis. Non volendo ripetere gli errori commessi nella costruzione del precedente palazzo, il legislatore richiese che il nuovo campidoglio fosse costruito su una base solida, in modo da durare per molti decenni. La costruzione iniziò con la posa della prima pietra avvenuta il 28 settembre 1880. Poiché Edwin May era morto nel febbraio dello stesso anno, Adolph Sherrer supervisionò il progetto per tutto il periodo di costruzione.
L'interno dell'edificio è modellato nello stile del rinascimento italiano. Ove possibile, sono stati utilizzati materiali locali dell'Indiana. Le porte sono fatte di rovere dell'Indiana e la pietra calcarea dell'Indiana è utilizzata in tutta la struttura: la pietra angolare dell'edificio è un blocco di calcare di dieci tonnellate estratto a Spencer. La cupola centrale fu completata nel 1883. L'edificio venne anche predisposto per l'elettricità, anche se all'epoca Indianapolis non aveva ancora una rete elettrica. Nel 1887, il nuovo campidoglio era sufficientemente finito per la prima sessione legislativa che si tenne in quell'anno. Il completamento della costruzione richiese otto anni: l'edificio fu finalmente completato nel mese di ottobre del 1888. Con un'altezza di 78 metri, al momento della costruzione era il secondo edificio più alto dello stato.
Nella pietra angolare fu realizzato un buco, in cui fu inserita una capsula del tempo contenente quarantadue oggetti: le relazioni annuali di tutte le agenzie governative, una bibbia, campioni di diverse varietà di piante coltivate in Indiana, diverse nuove monete, mappe locali e giornali, un libro sulla storia di Indianapolis e opuscoli di molte istituzioni della città.
L'edificio è progettato a forma di croce. Una grande rotonda centrale con soffitto a cupola di vetro collega le quattro ali. La struttura dispone di quattro piani. Il primo piano ospita gli uffici direzionali dell'amministrazione. Uffici della Camera dei Rappresentanti dell'Indiana sono sul lato est del secondo piano, mentre quelli del Senato dello Stato dell'Indiana sono sul lato ovest del secondo piano. Gli uffici della Corte Suprema dell'Indiana sono sul lato nord del secondo piano. I settantamila volumi della biblioteca giuridica della Corte Suprema si trovano al terzo piano. Il terzo piano ospita anche la Camera, il Senato e le aule della Corte Suprema, mentre al quarto piano vi è la sede della Corte d'Appello dell'Indiana e gli uffici di nove dei quindici giudici della corte medesima, oltre ad ulteriori uffici direzionali ed archivi. L'edificio è stato costruito con lo scopo di tenere tutto unito in un unico spazio il governo dello Stato. Per diversi decenni, tutte le agenzie di governo furono ospitare all'interno dell'edificio, fino a quando la struttura del governo, ancora una volta, diventò troppo grande per la struttura; la maggior parte di uffici dello Stato sono stati gradualmente spostati fuori dall'edificio.
Di fronte al campidoglio sorge una statua di Oliver Perry Morton, governatore dell'Indiana durante la guerra civile.

### Galleria d'immagini

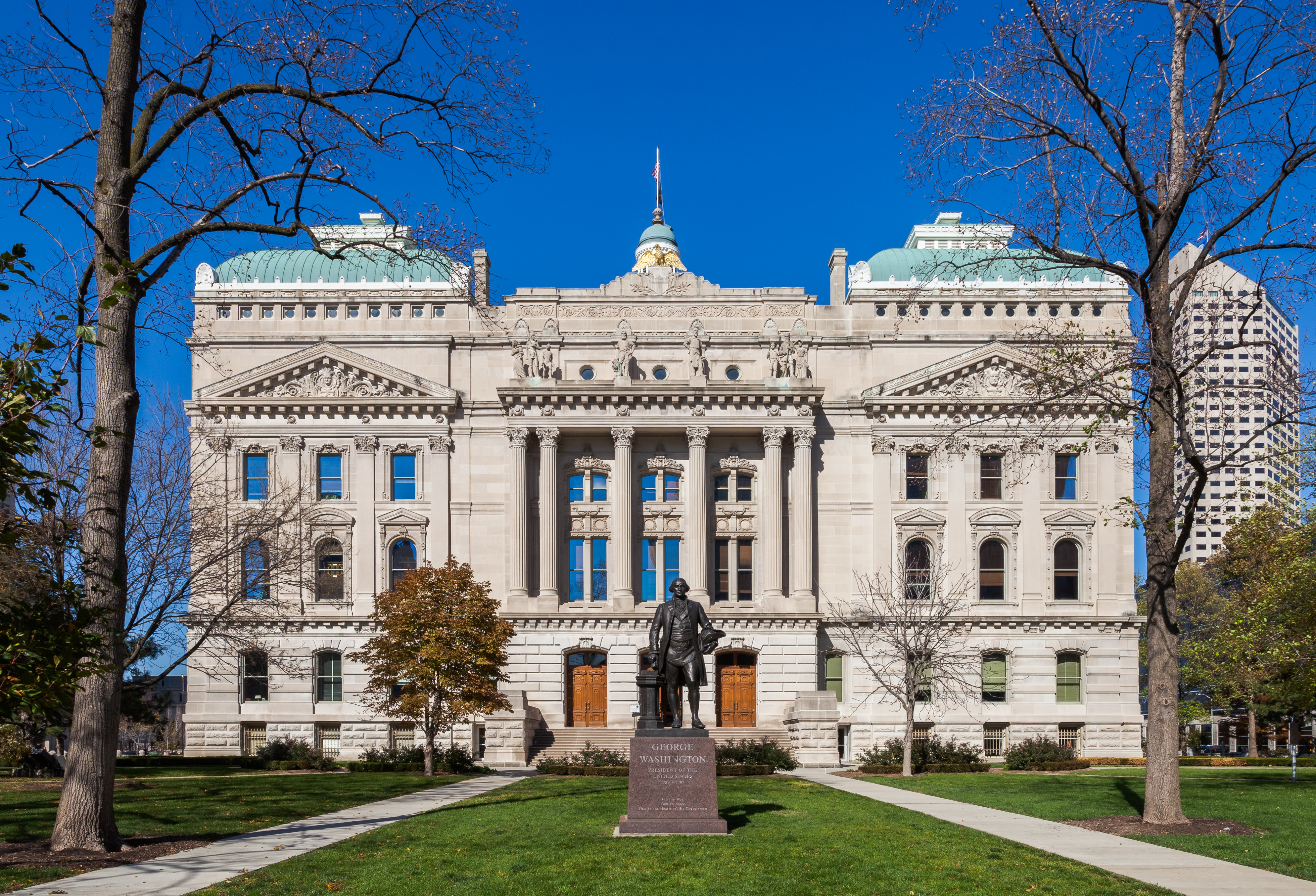
Vista frontale
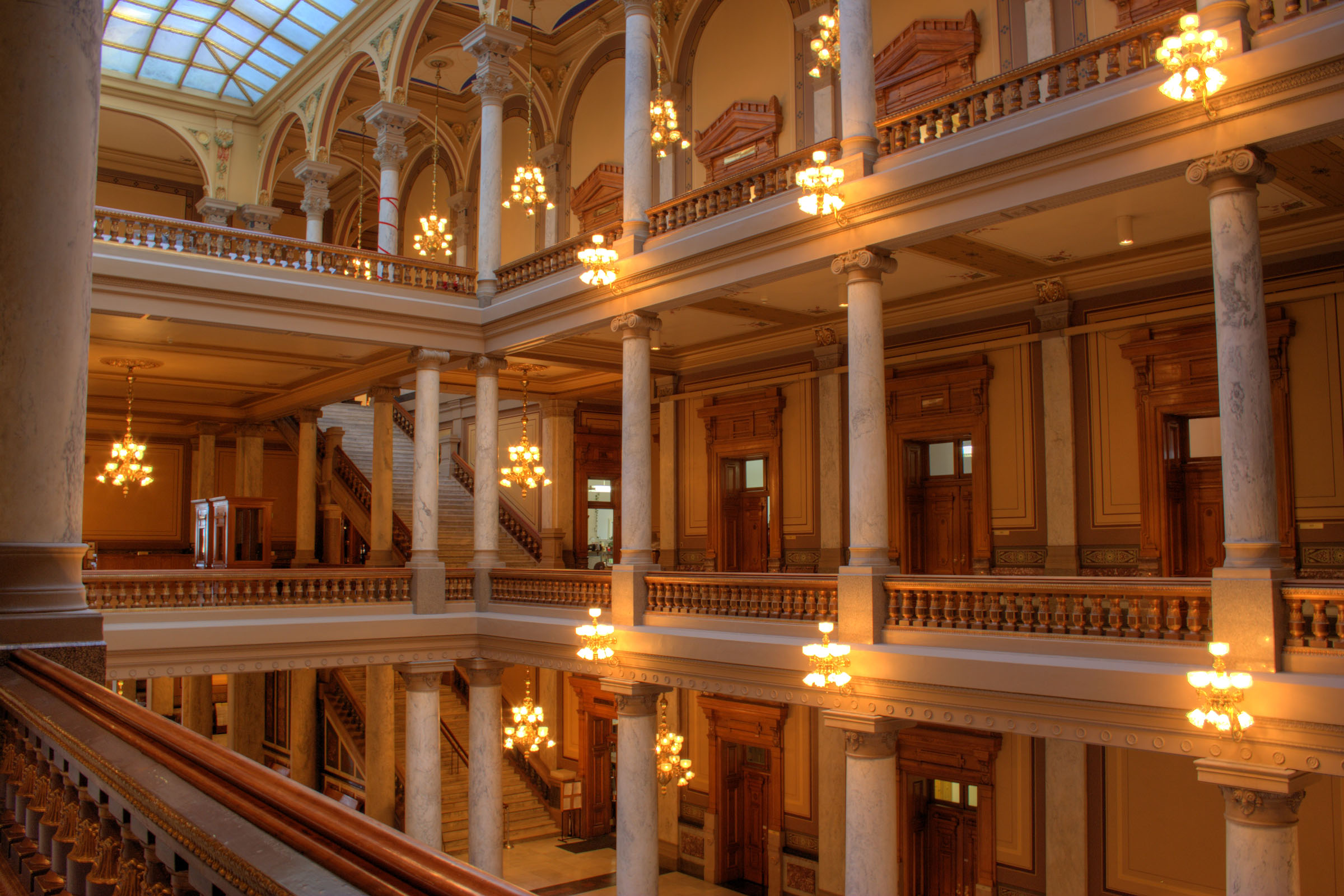
Salone interno  della Indiana State House
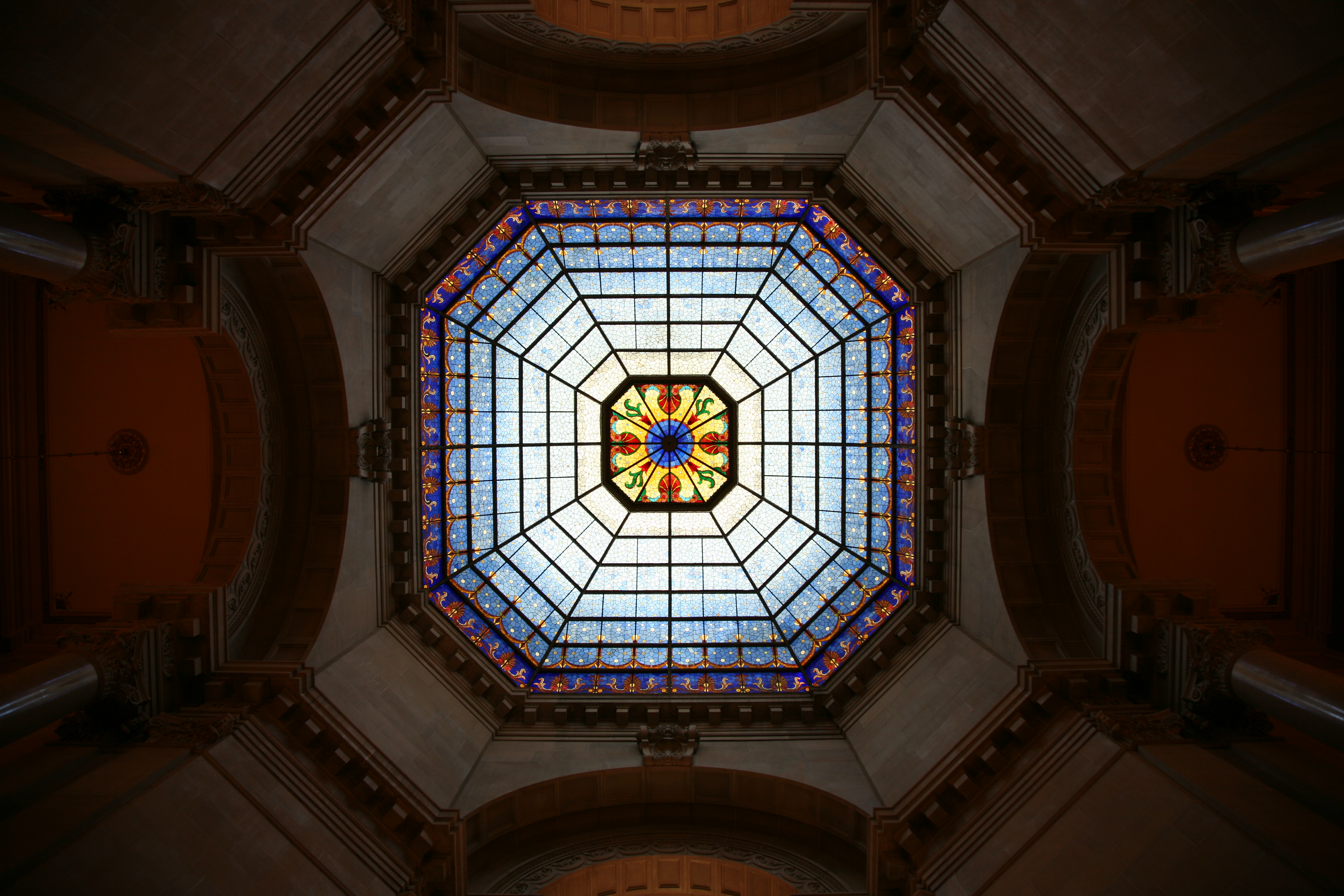
Interno della cupola restaurata
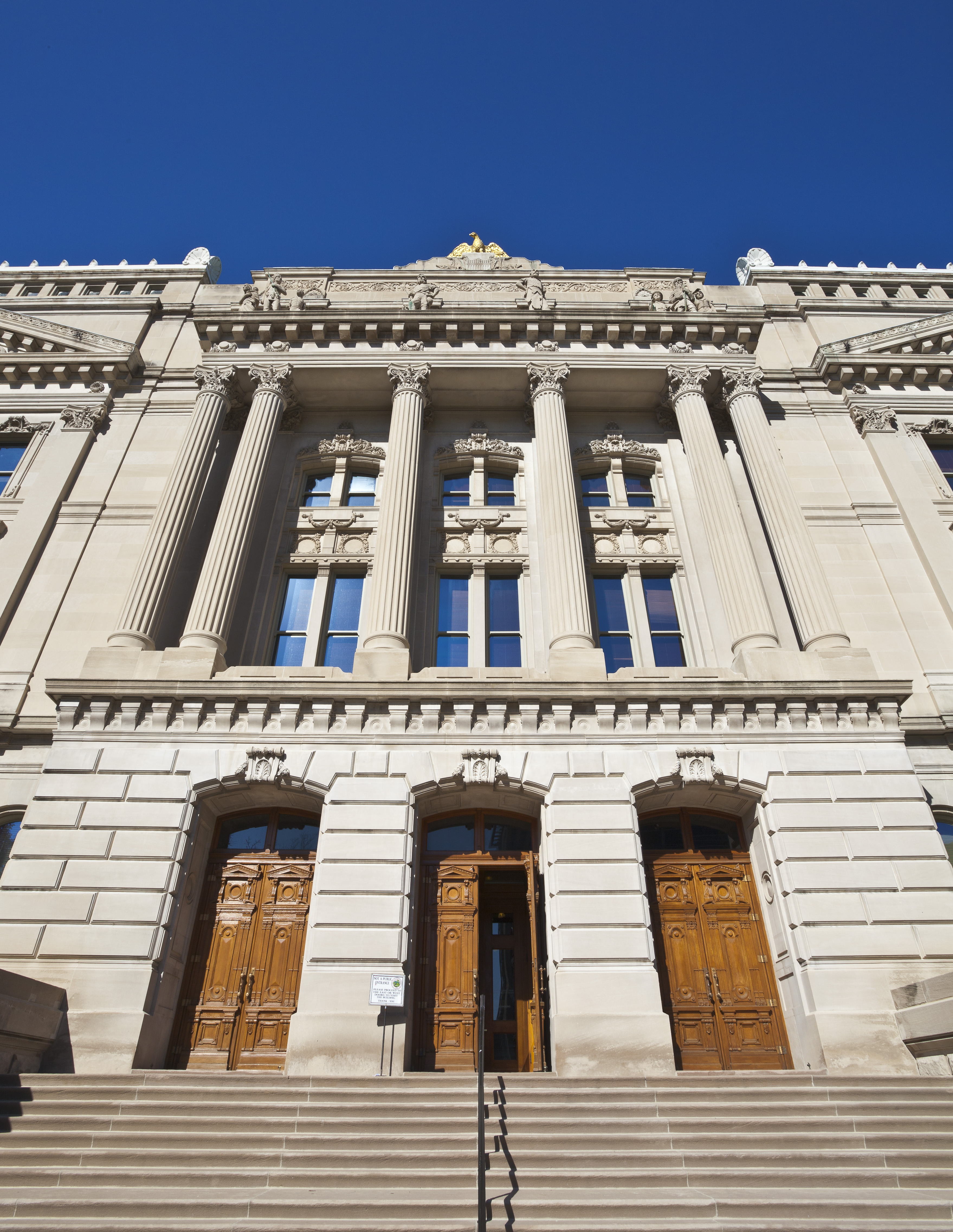
Facciata
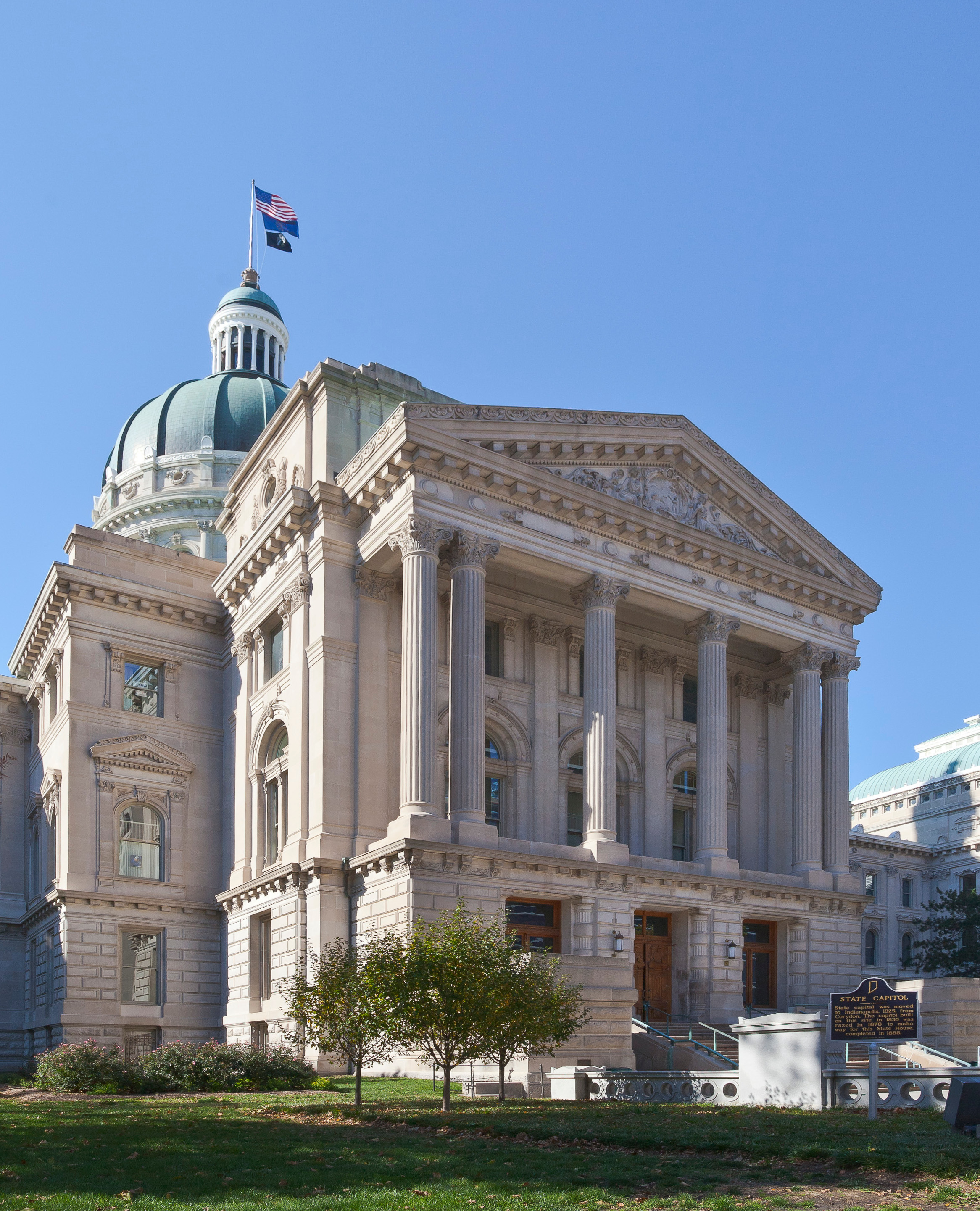
Entrata
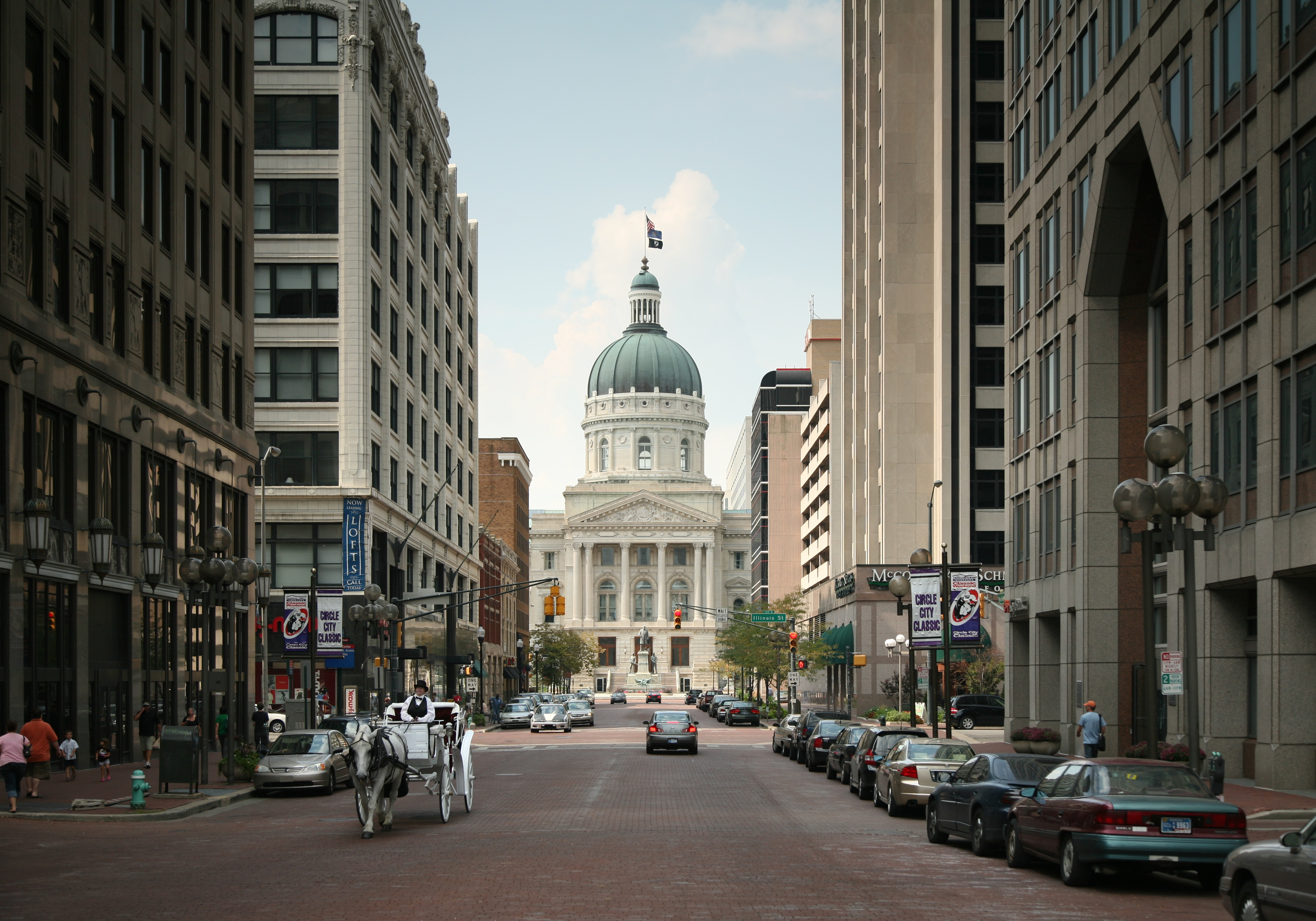
Vista da Market street
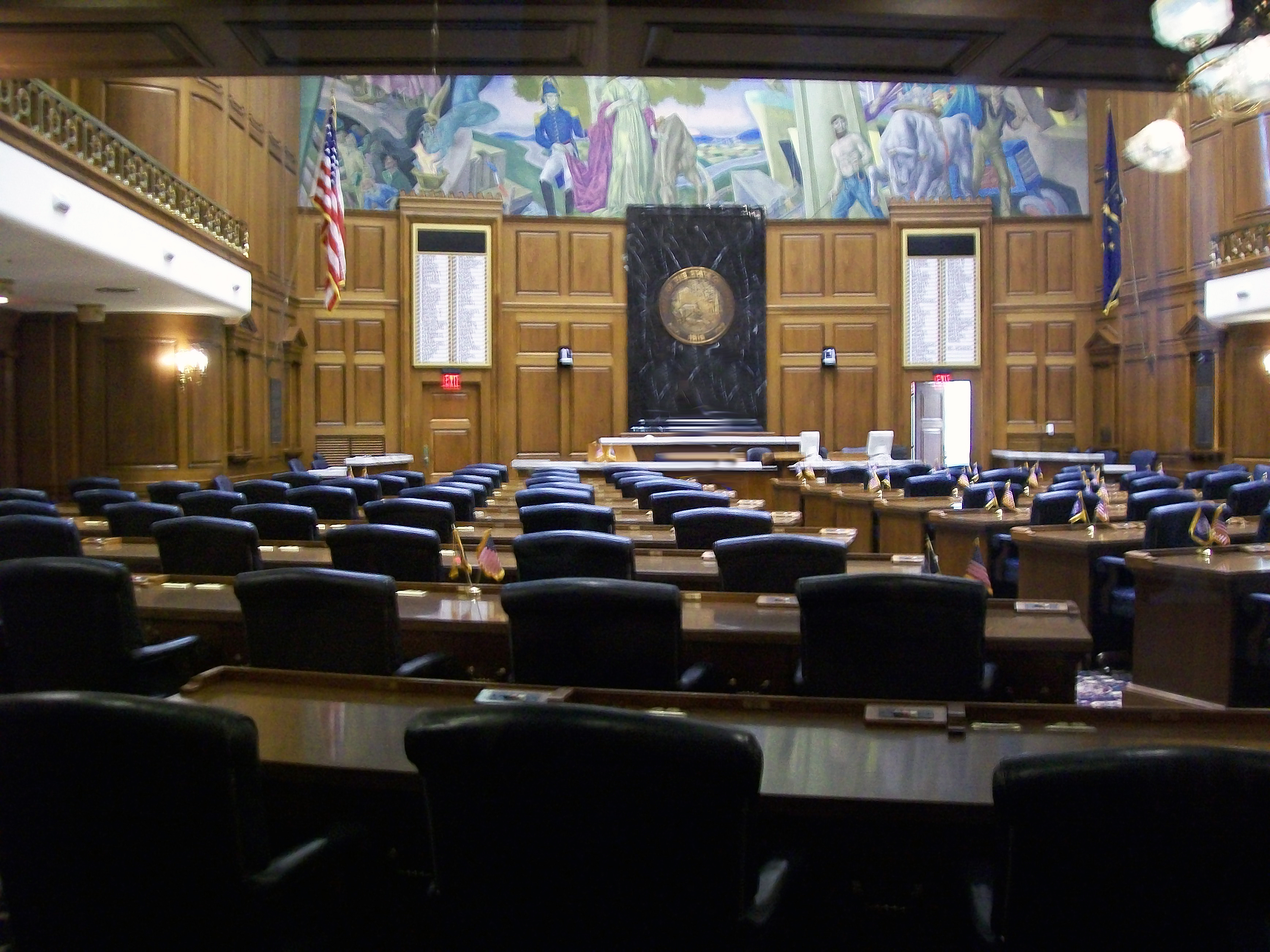
Camera dei rappresentanti
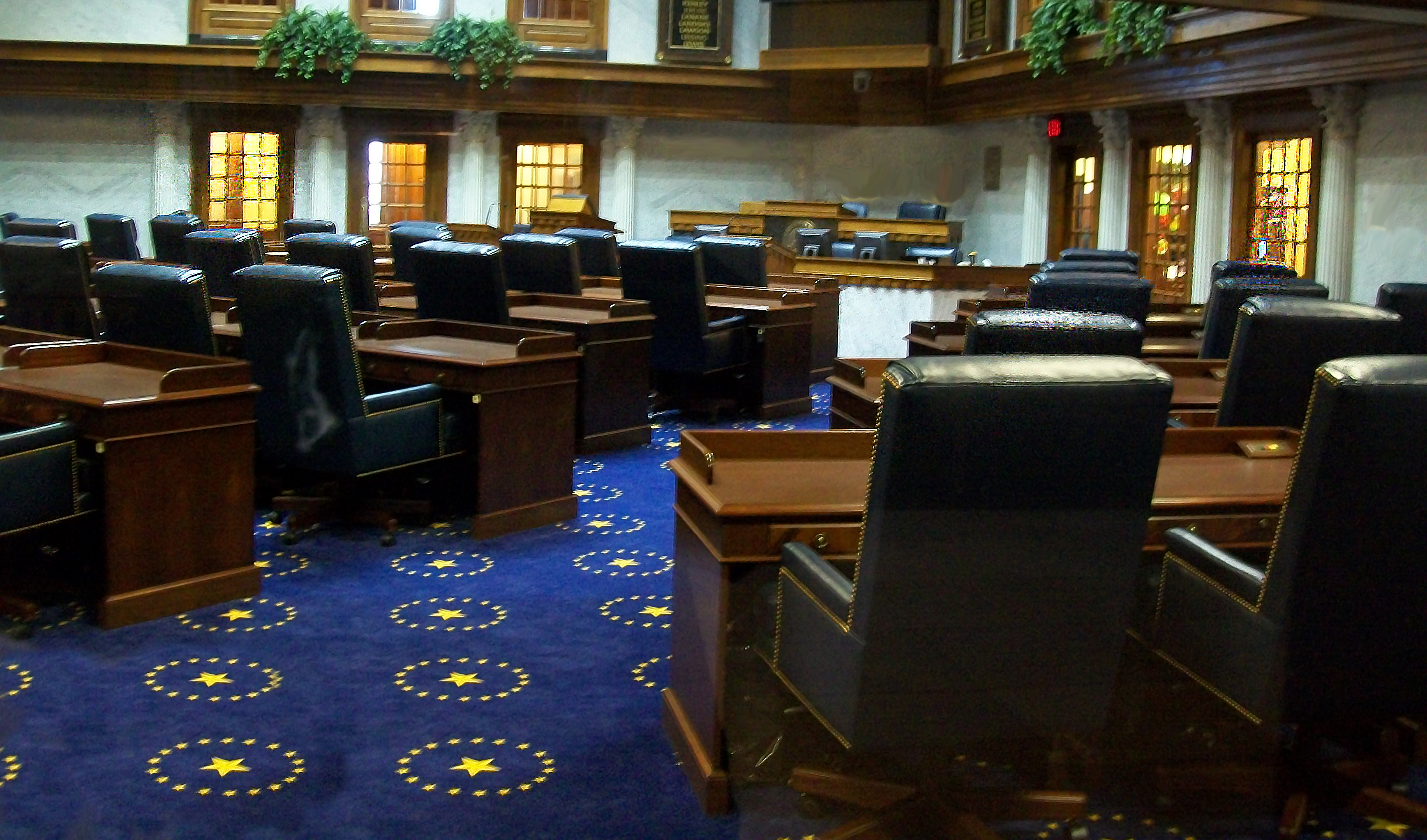
Camera del Senato
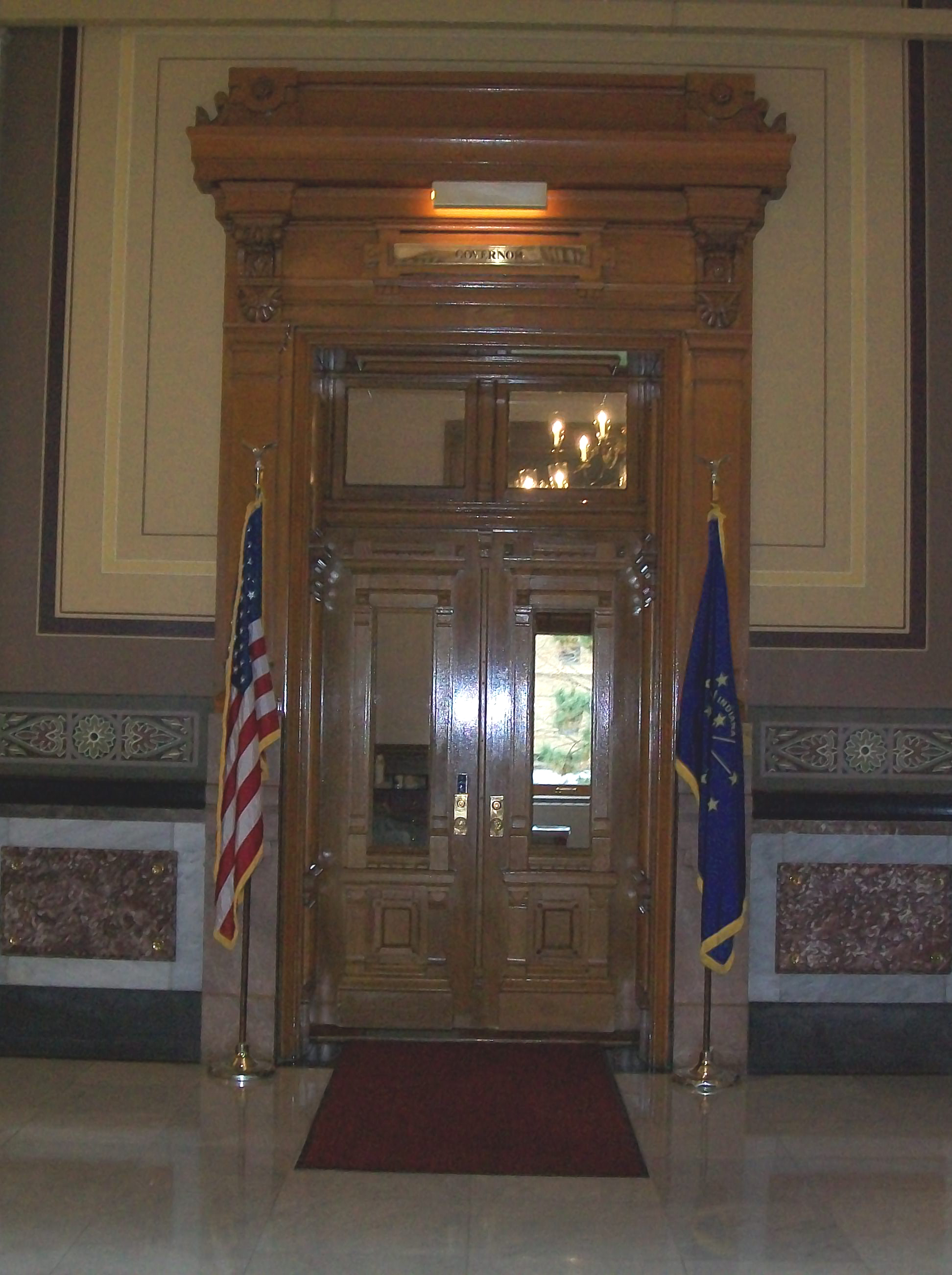
Ufficio del Governatore
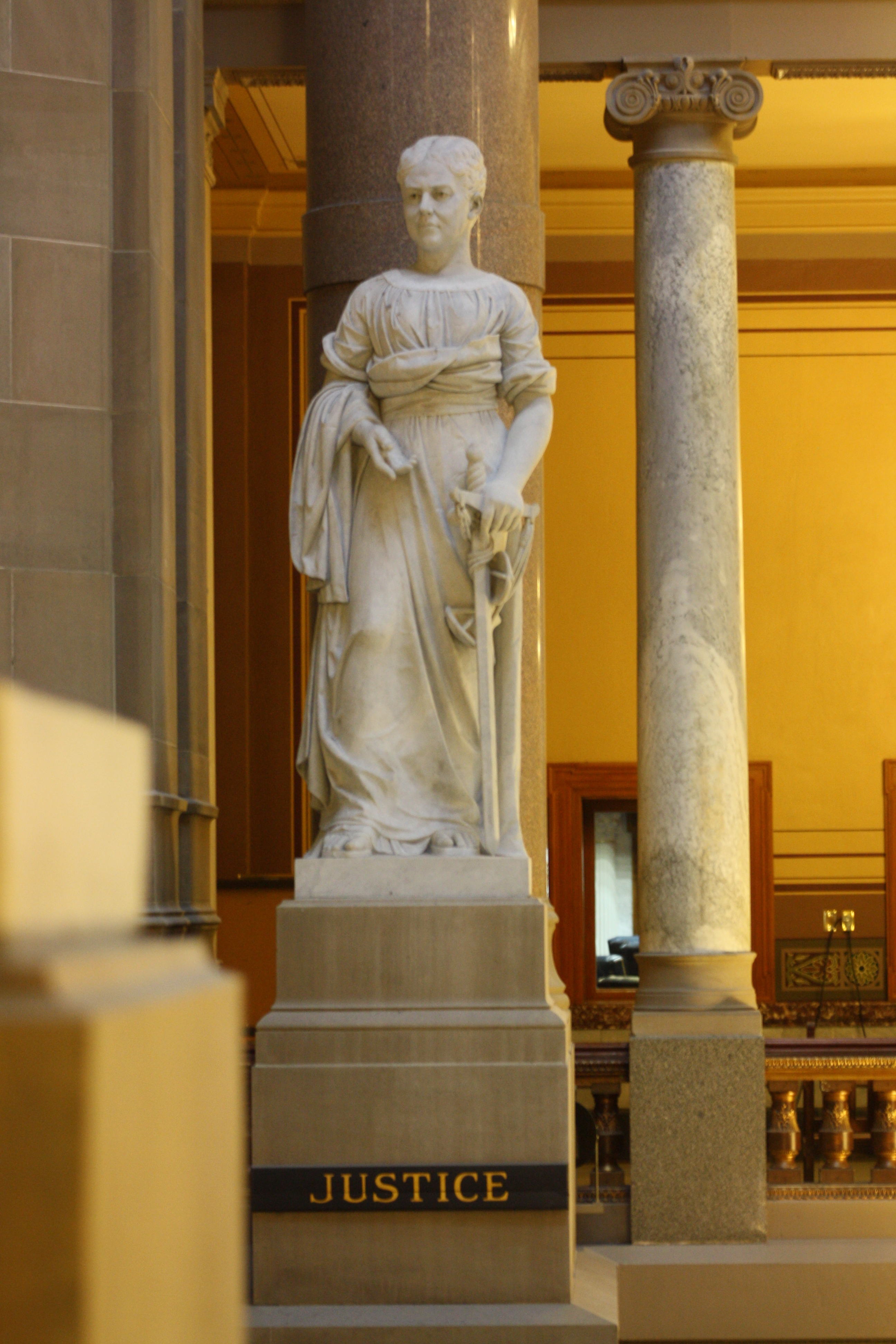
Scultura della Giustizia
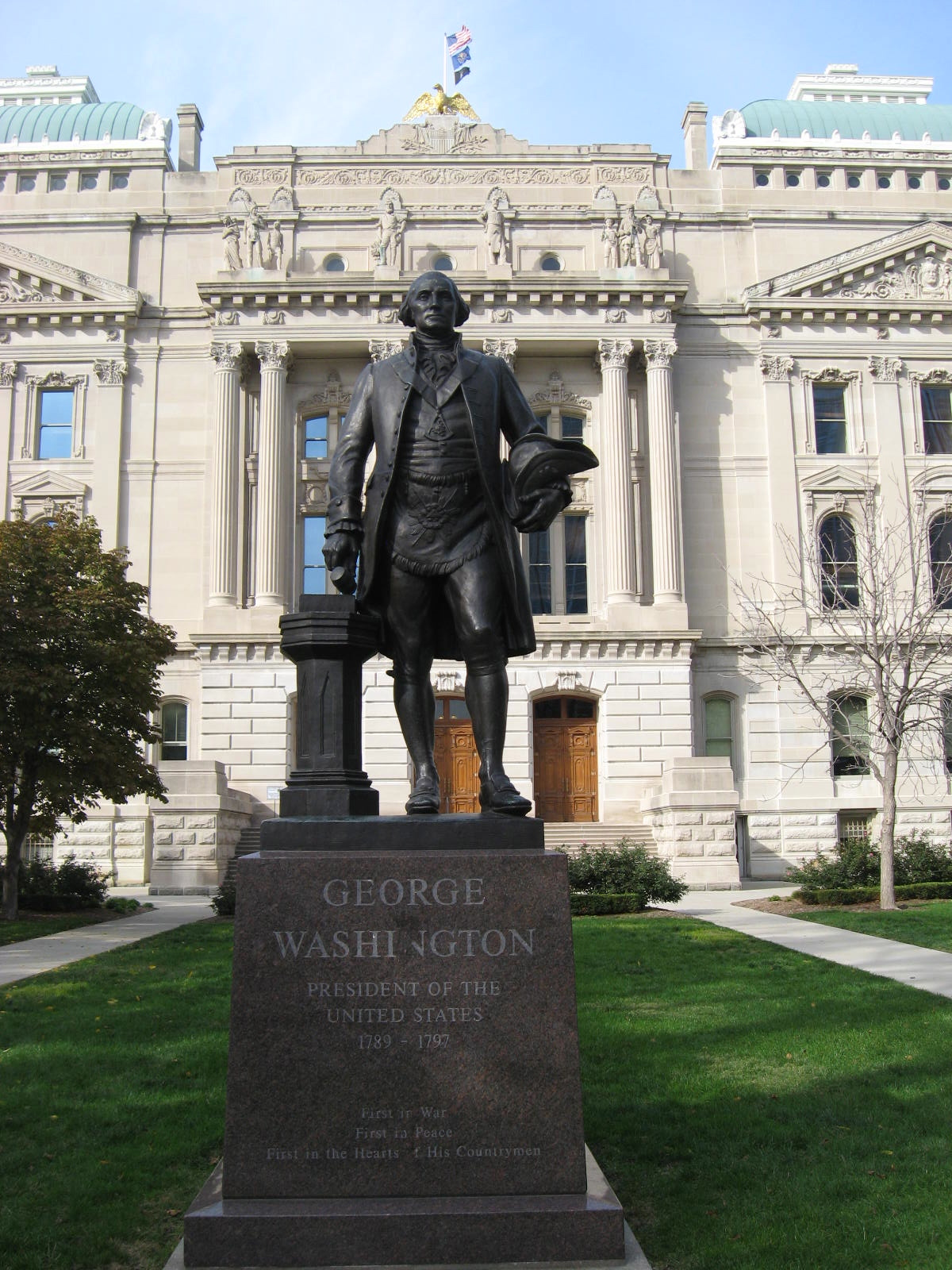
Statua di George Washington